# Achzarit
El Achzarit (inflexión del idioma hebreo en el dialecto femenino para la palabra cruel), es un transporte blindado de personal de origen israelí.
Está construido sobre el chasis de los cascos de los T-54 y T-55 capturados a Siria y Egipto en el transcurso de la guerra de los Seis Días, usado como último recurso para paliar la endémica falta de blindados para movilizar tropas para las Fuerzas de Defensa de Israel (IDF), y como una solución ante la pregunta de las IDF sobre qué hacer con los chasis de los T-55 almacenados y en desuso. Tras ser sólo una idea, se convertiría en un éxito en las IDF como uno de los mejores transportes blindados de su época, hasta ser sustituido por el Namera en el siglo XXI.
Originalmente, fue un chasis altamente modificado del T-55, con una nueva motorización y sin torreta, que sirve para las misiones de combate urbano. Tiene una buena relación peso/potencia, pero está muy pobremente armado, defecto que se corrigió en su segunda generación, que está actualmente en servicio junto al Namera.

## Historia
La mejor solución para hallar un blindado de transporte de tropas pesado, capaz de sobrevivir a entornos hostiles en combates urbanos, se encontraba en los depósitos de los almacenes de ordenanza de las Fuerzas de Defensa de Israel, que, desde 1967, los israelíes habían conservado cientos de carros de combate sirios y egipcios T-54 y T-55 capturados. 
Estos se usaron en un particular proyecto para formar la base del prototipo del Achzarit, un proyecto de las IDF para un vehículo de asalto táctico pesadamente protegido. La firma local NIMDA, que luego se convertiría en la manufacturadora del Achzarit, inició los trabajos de desarrollo a finales de los años 80. Los ejemplares para pruebas de servicio se comenzaron a despachar en 1989.

## Características técnicas
El Achzarit se reconoce inmediatamente por su bajo perfil, dándole a este una altura de 2 metros. La torreta original del T-55 fue eliminada, y se creó un compartimiento de combate dentro de su casco. Este ha sido construido elevando los laterales del casco y proveyendo un grado de protección adicional para los tripulantes. El motor original del T-55 se reemplazó por un motor más potente, de 650 HP inicialmente y se reacomodó transversalmente. Visto el vehículo desde atrás, el compartimento del motor se encuentra en la parte izquierda del casco. 
El montaje trasversal del motor cede un importante espacio adicional para otro tripulante más y para un corredor de intercomunicación entre la popa del casco y la proa, donde se hallan el comandante, el conductor y el artillero del TPB. A un lado del motor, liberando un espacio en el compartimiento de combate, se halla un dispositivo para una rampa de evacuación propulsada hidráulicamente. Una desventaja de este sistema es la leva de esta compuerta, que revela a los vehículos enemigos que las tropas se encuentran desembarcando del blindado.
La salida está situada sobre la transmisión del Achzarit. Esto se traduce en que hay que agacharse ligeramente para evacuar el blindado. En la práctica esto no tiene importancia y la infantería entrenada puede evacuar el Achzarit con la suficiente rapidez y en una sola maniobra. La larga rampa de salida no presenta ángulos, y para evitar accidentes dispone de una superficie corrugada que permite a los soldados el mantenerse a salvo cuando pisan la superficie de la rampa y al abandonar el vehículo, dándoles firmeza en cada paso que dan al salir del blindado.

## Protección y blindaje
Al Achzarit se le tilda el ser uno de los vehículos de infantería en servicio mejor protegidos, y que según sus creadores puede detener y defenderse de impactos de proyectiles HEAT y de cargas de impacto cinéticas que destruyen a cualquiera de los TPB actualmente en servicio. 
El fabricante asegura que el Achzarit puede soportar impactos de calibre 125 mm del tipo KE seguidamente sobre su estructura frontal y de 14.5 en sus laterales sin afectar su funcionalidad. Con un peso de más de 44 toneladas, este blindado es excepcionalmente pesado para ser un transporte de infantería normal, dado el aumento de 14 toneladas sobre las 36 de su vehículo base (incluso con su cañón y torreta).
El peso adicional del vehículo viene dado por el blindaje añadido sobre el original, que es de todos modos una opción adicional. Consta de una capa de blindaje reactivo/pasivo avanzado, que le brinda cierto aumento en el indicador de protección sobre otros blindados similares en funciones, que no gozan de iguales grados de protección y que son más vulnerables al fuego de carros de combate.
Con toda la protección concentrada en su arco frontal, el Achzarit ha sido cuidadosamente rediseñado de tal forma que los componentes contribuyan a incrementar la capacidad de supervivencia total, tal y como sucede en el Merkava. Los depósitos del combustible diésel se alojan atrás y a los flancos del compartimiento de pasajeros, y actúan como una armadura espaciada. Los costados de la parte trasera están cubiertos por un blindaje pasivo denominado Toga compuesto de planchas laminadas. Estas se hallan divididas en dos secciones y ancladas al casco del blindado. Esto le permite un uso adicional del espacio generado por la separación entre el blindaje añadido y el casco real, donde se pueden almacenar provisiones y equipos adicionales, y apilar contenedores de agua potable y de otras provisiones adelgazados intencionalmente.
Se hicieron múltiples esfuerzos para incrementar la supervivencia de la tripulación. Se implementó un sistema de detección y eliminación de fuego que utiliza gas halógeno, llamado Spectronix. Los tripulantes y pasajeros son provistos de un equipamiento de protección NBC. También se añadieron dos sistemas de lanzafumígenos; diseñados por Israel Military Industries, cada uno con seis proyectiles. Asimismo, el Achzarit puede inyectar en sus tubos de escape un aerosol combustible para producir una cortina de humo.

## Armamento
El objetivo primario del Achzarit es el armamento de la infantería enemiga. La firma NIMDA originalmente diseñó al Achzarit para portar tres sistemas de armas Rafael OWS. Con un diseño bastante modular, cada sistema es capaz de equiparse con ametralladoras calibre 7.62 mm o 12.7 mm. Alternativamente el sistema Rafael OWS puede ser adaptado para llevar un lanzagranadas calibre 40 mm semiautomático. 
Empero, las limitaciones presupuestarias y otras limitaciones hicieron que sólo se equipase un sistema Rafael OWS como arma estándar del blindado, que se equipa con una ametralladora calibre 7.62 mm del modelo M249. El sistema Rafael OWS pesa tan sólo 160 kg y supone un mínimo obstáculo en el habitáculo interno. El sistema Rafael OWS aparte se puede accionar remotamente, estando a salvo completamente el artillero bajo el blindaje del casco, o también en caso de contingencia se puede accionar manualmente sin exhibirse más allá de sus hombros en una cubierta. 
Cuando se dispara desde el casco, el artillero usa un periscopio de un aumento, y le ofrece 25 grados de visión del campo de batalla. Un equipo iluminado y colimante con espectro brillante de gas halón, de aros rojos comprenden el conjunto del sistema de puntería. Este le permite al artillero dentro del giro de su traverso el alcanzar a cualquier blanco en su rango visual suave e instintivamente. Un arco de visión con x8 de magnificación y una escala balística se encuentran fijados a la derecha de la mira principal. Ambas mirillas son capaces de visualizar objetos y blancos en entornos nocturnos, que cuenta con equipos de segunda generación para la intensificación de las imágenes. 
El Achzarit a su vez puede portar otras tres ametralladoras calibre 7.62 mm del modelo M249 en sus afustes bipodales simples y al menos un mortero de calibre 60 mm en el techo del mismo blindado, que puede disparar una variedad de municiones tales como luces de bengala, pantallas de humo y munición de racimo antipersonal.

## Movilidad y motorización
Según sus creadores, una de las carencias del Achzarit es su relativamente baja potencia. Para prospósitos de esfuerzos comunes de logística y soporte, el conjunto motor del Achzarit es similar al usado en el obús autopropulsado M109, ampliamente empleado por los israelíes. 
Con el tiempo, los ingenieros de la compañía NIMD fueron capaces de diseñar y montar un conjunto motor más potente, lo que se creía en principio inalcanzable. La producción inicial usaba un motor diésel de la firma Detroit Diesel, el modelo 8V-71 TTA de 650 hp turboalimentado, que en combinación con una transmisión de la firma Allison del modelo XTG-411-4 eran los que propulsaban al Achzarit, y que reemplazaban al desfasado V46-6 ruso que equipaba al T-55. Esto confería al Achzarit una baja relación peso/potencia de 14 hp/ton. Consecuentemente NIMDA introdujo en el desarrollo posterior el Achzarit Mk. 2 con una motorización de más poder, con el motor 8V-92TA/DDC III acoplado a la transmisión XTG-411-5A. Este conjunto motor generaba unos 850 hp, dándole una relación peso/potencia de 19.3 hp/ton.
El Achzarit dispone de una relativamente mejorada capacidad de cruce a campo traviesa, gracias a su conjunto de suspensión hidroneumática modificada y creada para el blindado. Esta es una de las mejoras respecto al T-54/55 original fabricada por Kinetics, una firma israelí especializada en diseño de tecnologías neumáticas e hidráulicas. Esta suspensión incorpora un conjunto de barras de torsión modificadas. 
Las bombas de frenado de alta capacidad se han incorporado a los conjuntos de rodaje en las ruedas uno y cinco, incrementando el desplazamiento de la amortiguación de 98 mm a 200 mm. Aparte de otras mejoras como las anteriores, la más importante es la mejora la calidad de la conducción y de la comodidad de la tripulación, con el nuevo sistema hidráulico de bombas de parada que incrementan la capacidad de disipación de los desniveles e impactos del camino, con una capacidad de absorción de la energía generada por éstos de hasta un remarcable 750 %.

## El TBP Achzarit en acción
Se estima que en la actualidad hay 200 o 300 ejemplares del Achzarit en servicio, y se ha visto que los batallones se componen cada uno de 36 blindados estándar y de una variante de mando. El Achzarit se ha fabricado para su uso como un vehículo de asalto en formaciones combinadas. Está diseñado para sobrevivr a los pesados cinturones de defensa sirios alrededor de los Altos de Golán y de la ciudad de Damasco. Para ello, el Achzarit en servicio activo ha sido limitado a operaciones del tipo LIC, ambas consistentes en enfrentar y derrotar las amenazas provenientes de los activistas libaneses y de los terroristas palestinos.
Durante las confrontaciones en las ciudades palestinas en el verano del año 2002, muchos de los tripulantes que se perdieron en los blindados israelíes, y los muertos que se produjeron en el curso de las acciones, se atribuyen a las acciones de los francotiradores que disparaban desde las construcciones circundantes. Los artilleros de las ametralladoras externas disparaban desde el techo de los M113 y desde otros TPB, particularmente seleccionados por las posiciones en riesgo de sus tripulantes. El Achzarit con su sistema OWS está capacitado para el ataque desde este afuste en una posición a cubierto dentro de su cabina, sin ser afectado por los embates palestinos dado que el artillero se resguarda en el interior del TPB. 
La más sobresaliente acción de los Achzarit fue durante la Intifada del viernes 29 de marzo de 2002, luego de que la explosión de una bomba en un supermercado israelí causara una reacción dentro de los altos mandos militares de Israel, que ordenaron un ataque de represalia, donde los Achzarit participaron en un asalto en territorio palestino, concretamente en Ramala,  donde el entonces presidente de la Autoridad Nacional Palestina, Yasir Arafat, tenía sus cuarteles.

## Variantes
Una gran cantidad de blindados de preproducción continúan en servicio hasta hoy día en misiones de seguridad en la Franja de Gaza. 
Las principales características que los distinguen son su altamente ribeteada silueta, producto de la adición de protección adicional en sus flancos y el glacis, típico de los blindados israelíes de segunda generación equipados con blindaje pasivo. 
Se sabe de una versión de mando del Achzarit fácilmente diferenciable de los TPB normales por la falta del sistema Rafael OWS, y por contar con una antena extra para más equipos de comunicaciones.

## Usuarios
- Israel

500 unidades.

### Desarrollos relacionados
- Merkava
- Nemer
- Namer
- Namera
- Sholef
- VIU Munja

### Vehículos similares
- Schützenpanzer Puma
- Lynx
- ZBD-97
- K-200/KIFV
 K-21 IFV
- AIFV
 M2/M3 Bradley
- /ASCOD Pizarro/ULAN
- AMX-10P
- TAM VCTP
- Dardo
- Tipo 89 VCI
- VCI Anders
- FV510 Warrior
- BMP-3
 BMP-T
  BTR-T
- Bionix VCI
- CV90/CV9030/CV9040